# آرنه اشلوت
آرنه اسلوت (هلندی: Arne Slot؛ زادهٔ ۱۷ سپتامبر ۱۹۷۸) بازیکن سابق و مربی فوتبال اهل هلند است وی هم اکنون هدایت باشگاه فوتبال لیورپول در لیگ برتر فوتبال انگلستان را بر عهده دارد.
از باشگاه‌هایی که در آن بازی کرده است می‌توان به اسپارتا روتردام، ناک بردا، و پک زووله اشاره کرد.

## افتخارات

### به عنوان بازیکن
پک زووله
- لیگ دسته اول فوتبال هلند(۲): ۰۲–۲۰۰۱، ۱۲–۲۰۱۱

### به عنوان مربی
فاینورد
- لیگ برتر فوتبال هلند(۱): ۲۳–۲۰۲۲
- جام حذفی فوتبال هلند(۱): ۲۴–۲۰۲۳

لیورپول
- لیگ برتر فوتبال انگلستان(۱): ۲۵–۲۰۲۴

### شخصی
- جایزه رینوس میشل(۲): ۲۲–۲۰۲۱، ۲۳–۲۰۲۲